# Néo-araméen oriental
Le néo-araméen oriental est un dialecte araméen parlée en Turquie, Irak et Iran (appelé aussi soureth).